# Рамена кост
Рамена кост (лат. humerus)  или надлактична кост је дуга кост која се протеже од рамена до лакта. На раменој кости разликујемо: горњи (проксимални) окрајак, тело рамене кости (лат. corpus humeri) и доњи (дистални) окрајак. 
Горњи окрајак рамене кости је узглобљен са лопатицом у раменом зглобу (лат. articulatio humeri), а доњи окрајак с палчаном кости и лакатном кости у зглобу лакта (лат. articulatio cubiti).